# Therese Glahn
Therese Glahn (* 14. Juli 1970 in Nyborg) ist eine dänische Schauspielerin und Choreografin.

## Leben
Therese Glahn wuchs in der Kleinstadt Nyborg auf. Nach ihrem Schulabschluss zog sie nach Kopenhagen, wo sie bis heute lebt. Dort absolvierte sie von 1986 bis 1991 ihre Schauspielausbildung an der Staatlichen Theaterhochschule. Parallel dazu absolvierte sie auch eine Gesangsausbildung und eine Tanzausbildung. Als Bühnendarstellerin wirkte sie in zahlreichen Theaterstücken, Ballett-Aufführungen und in Musicals wie beispielsweise in West Side Story, Hair oder in We Will Rock You mit, so unter anderem auch am Königlichen Theater Kopenhagen, am Folketeatret, am Aarhus Teater, am Odense Teater oder am Theater Helsingør. Einige Theatertourneen führten sie nach Schweden, ins Vereinigte Königreich und in die USA.
Glahn hat seit 1998 als Schauspielerin vor der Kamera in bislang mehr als 30 Film-und-Fernsehproduktionen mitgewirkt. Nebenbei ist sie auch als Choreografin an verschiedenen Tanzschulen und an Schauspielschulen tätig. Sie ist zudem als Synchronsprecherin für Animationsfilme und Zeichentrickfilme aktiv.
Aus einer mehrjährigen Beziehung mit dem Schauspieler Mark Springborg (* 1980) ging eine Tochter hervor, die Schauspielerin Elvira Glahn (* 2004).

## Filmografie (Auswahl)
- 1998: Das Fest
- 1998: Taxa (Fernsehserie, 1 Folge)
- 2001: Anja und Viktor
- 2001: Monas Welt
- 2003: Boom (Kurzfilm)
- 2006: Nynne (Fernsehserie)
- 2008: Vater hoch vier – Jetzt erst Recht
- 2009: Karla und Katrine
- 2010: Hash
- 2011–2012: Lykke (Fernsehserie, 9 Folgen)
- 2017: Mercur (Fernsehserie, 2 Folgen)
- 2022: Bjørn pa Langeland